# Троїцька церква (Вишняки)
Троїцька церква — православна церква в селі Вишняки, Хорольський район, збудована в 1794-1799 рр. Розпочав будівницто храму Радіон Стапанович Паламенець, власник Вишняківського маєтку. Завершувала будівництво Надія Дем'янівна Пламенець (до шлюбу Оболонська). Пам'ятка архітектури національного значення, охоронний № 598.

## Опис
Церква мурована має одну баню — високий барабан-восьмерик з вікнами та півциркульними нішами, увінчаний куполом з невеличкою главкою та високим шпилем.
У плані має вигляд чотирикінцевого хреста, з південно-східної сторони до якого прибудована паламарня. Споруда має три входи: західний, південний та північний, перед якими розміщені невеликі майданчики – паперті. Рукави хреста перекрито напівциркульними склепіннями. Центральна частина завершується восьмигранним світловим барабаном і перекрита гранчастими склепіннями. Торцеві стіни споруди завершувалися трикутними фронтонами, в тимпанах яких розміщувалися рельєфні композиції у вигляді «всевидячого ока» з радіальними зигзагоподібними променями. Барабан перекритий напівсферою, на якій на невисокому, восьмигранному, прикрашеному ліпними розфарбованими гірляндами цоколі встановлено високий гранчастий шпиль з хрестом. Із західної сторони храму, на невеликій відстані від нього, пізніше було збудовано двоярусну дзвіницю та церковнопарафіяльну школу. Згодом увесь комплекс обнесли цегляною огорожею. У письмових джерелах є згадки про поновлення дзвіниці в 1862 та ремонт («починку») церкви в 1864.
Стіни в екстер'єрі оформлені неглибокими лучковими та циркульними нішами та пілястрами. В нішах — мальовані зображення святих. Інтер'єр храму не зберігся. Лише в 90-х роках XX століття, коли його було повернуто віруючим, було відновлено іконостас.
Під вівтарною частиною церкви знаходилася усипальня родини Пламенців, розташована на глибині 5 м, з шириною зовнішньої стіни 2 м.
Від церкви до Вишняківського маєтку йшов підземний хід, який на наш час є засипаний.

## Історія
Документально підтверджується існування церкви у 1723. Дерев'яний храм розібрано після завершення будівництва мурованого.
У 1895 Т. ц. володіла церковним капіталом у сумі 100 руб., 33 дес. ружної землі.
1902 мала 33 дес. ружної землі, будинок для церковнопарафіяльної школи і псаломщика, діяли церковна бібліотека і церковнопарафіяльна школа.
1936 релігійну громаду знято з державної реєстрації, а церкву закрито.
1937 споруду передали місцевому колгоспу для пристосування під клуб. Під час проведення будівельних робіт було засипано усипальню та вхід до неї, розібрано фронтони та покрівлю, забетоновано пазухи склепінь. По периметру споруди зроблено майданчик для оркестру та виступів самодіяльних колективів і промовців. З південно-західної сторони встановлено зовнішні дерев'яні сходи по металевим косоурам. З боків прибудували тамбури, а всередині розібрали дерев'яні хори. Змін зазнало і завершення храму – було демонтовано восьмигранний ампірний шпиль з позолоченим «яблуком» та хрестом, який замінила дерев'яна альтанка. Того ж 1937 розібрано дзвіницю та 190 погонних метрів огорожі, залишивши останню лише з боку центральної вулиці.
Релігійна громада відновила діяльність 1941 у храмовому приміщенні.
1943 за її кошти всередині було встановлено тимчасові дерев'яні хори, а 1947 споруду капітально відремонтували.
10.12.1944 громада була зареєстрована органами радянської влади за № 275.
У берез. 1958 до релігійної громади Т. ц. у зв'язку з відмовою у реєстрації приєдналися члени громади Покровського закритого молитовного будинку м. Хорол.
У 1962 релігійну громаду Т. ц. знято з державної реєстрації, а церкву закрито. Спочатку в будівлі розмістили склад, а пізніше – шкільний спортивний зал та спортивний зал місцевої мотобольної команди.
У 1985 інститутом «Укрпроектреставрація» розроблено проектно-кошторисну документацію на реставрацію церкви (авт. проекту – арх. В. І. Касьяненко).
У 1986—1990 споруду відреставровано і передано релігійній громаді. Велика заслуга у збереженні і відродженні церкви належить гол. місцевого радгоспу І. Дорошу, який виступив ініціатором виготовлення проектно-кошторисної документації та проведення ремонтно-реставраційних робіт.

## Сучасність
Релігійна громада відновила свою діяльність як громада УПЦ МП (зареєстрована органами державної влади 29.06.1993 за № 319).
Ведуться реставраційні роботи. На пожертвувані кошти у Почаєві куплено панікадило та необхідне церковне начиння. Протоієрей Максим Бондар власноруч виготовив іконостас.